# Instytut Rozwoju Swobód Obywatelskich im. Ronalda Reagana
Instytut Rozwoju Swobód Obywatelskich im. Ronalda Reagana – organizacja założona w Krakowie przez byłych działaczy NZS z Krakowa, Wrocławia, Lublina, Słupska i Olsztyna oraz Warszawy. Początkowo pod nazwą Forum Demokratów Społecznych, od 2005 roku funkcjonuje pod nazwą Instytut Rozwoju Swobód Obywatelskich im. Ronalda Reagana.
IRSO jest organizacją pozarządową, której pracami kieruje Zarząd w składzie polsko-ukraińskim. Prezesem Zarządu jest Paweł Łuczyński.
Celami działania IRSO są między innymi: pogłębianie demokracji oraz wolności i swobód obywatelskich, promowanie postaw patriotycznych i niepodległościowych, prowadzenie interdyscyplinarnej i ponad środowiskowej debaty naukowej i publicznej o warunkach funkcjonowania i rozwoju społeczeństwa obywatelskiego oraz formułowanie projektów rozwiązań ustrojowych, prawnych i organizacyjnych służących właściwemu funkcjonowaniu społeczeństwa obywatelskiego zgodnie z zasadami pomocniczości, wolności, solidarności, dobrowolności i jawności.
Instytut prowadzi także działalność wydawniczą. Ostatnią publikacją jest Raport: Monitoring Biuletynu Informacji Publicznej w zakresie informacji o osobach pełniących funkcje publiczne, praca zbiorowa – Kraków 2009.